# Alghero frizzante bianco
L'Alghero frizzante bianco est un vin effervescent italien de la région Sardaigne doté d'une appellation DOC depuis le 19 août 1995. Seuls ont droit à la DOC les vins blancs récoltés à l'intérieur de l'aire de production définie par le décret. Les vignobles autorisés se situent en province de Sassari dans les communes de Alghero, Olmedo, Ossi, Tissi, Usini, Uri, Ittiri ainsi qu'en partie sans la commune de Sassari.
Voir aussi l’article Alghero bianco.

## Caractéristiques organoleptiques
- couleur : jaune paille
- odeur : intense, caractéristique, légèrement fruité
- saveur : sèche ou doux,

L'Alghero frizzante bianco se déguste à une température de 6 à 8 °C et il se gardera 1 – 2 ans. 

## Production
Province, saison, volume en hectolitres :
- pas de données disponibles